# Piotr Elert
Piotr Elert (ur. ok. 1600 we Fromborku, zm. w 1653 w Warszawie) – polski skrzypek, śpiewak, kompozytor i drukarz.

## Życiorys
Urodził się około roku 1600 we Fromborku na Warmii. W 1633 roku, podczas otwarcia sali teatralnej na zamku królewskim w Warszawie, wystawiono jego operę zatytułowaną La Fama reale ovvero il principe trionfante Ladislao IV, monarcha della Polonia, re di Suezia (Varsovia per Pietro Elert, stampato regio, Dramma per musica. Elert był już wówczas członkiem kapeli królewskiej, aż do 1651 roku. Ponadto pracując jako muzyk na dworze Władysława IV Wazy, miał obowiązek kształcenia młodych muzyków, mających w przyszłości występować w kapeli królewskiej.
Przez pewien okres pełnił także funkcję sekretarza królewskiego, co wiązało się z częstymi podróżami zagranicznymi, spośród których najważniejsze były:
- wyjazd do Portugalii w orszaku królewicza Jana Kazimierza w 1638 roku - po drodze zostali oni pojmani w Tour de Bouc niedaleko Marsylii, a następnie uwięzieni z polecenia kardynała Richelieu pod zarzutem szpiegostwa na rzecz wrogów Francji[1][2];
- wizyta w Paryżu w celu dyskretnego powiadomienia uwięzionego księcia Jana Kazimierza o planach jego uwolnienia z rąk Francuzów. Uwięziony królewicz nie mógł się z nikim widywać, toteż Elert poprosił kardynała Richelieu o zezwolenie na uprzyjemnienie królewiczowi swym śpiewem nudnego więziennego trybu życia[3]. Richelieu, będąc pod wrażeniem talentu śpiewaczego Elerta, wyraził na to zgodę, a ten poprzez śpiew w ojczystym języku przekazał więzionemu królewiczowi prawdziwy cel wizyty polskich posłów w Paryżu.

W 1641 roku Elert ożenił się z Marią Elżbietą Piotrowczykówną, córką Andrzeja Piotrowczyka, typografa krakowskiego. W posagu otrzymał od teścia zakład typograficzny, zaś dwa lata później uzyskuje przywilej prowadzenia drukarni także w Warszawie. Był też właścicielem wytwórni papieru w Kęszycach pod Łowiczem, co usprawniało jego działalność wydawniczą. Spośród publikacji wydanych przez Elerta na uwagę zasługuje słownik Hexaglosson dictionarium, spisany w sześciu językach – po polsku, łacinie, włosku, francusku, hiszpańsku i niemiecku.

## Utwory
Do dziś zachował się najprawdopodobniej tylko jeden utwór Piotra Elerta – kanon trzygłosowy.